# Rossfeld (Bern)
Rossfeld ist ein Quartier der Stadt Bern. Es gehört zu den 2011 bernweit festgelegten 114 gebräuchlichen Quartieren und liegt im Stadtteil II Länggasse-Felsenau, dort im statistischen Bezirk Felsenau auf der Engehalbinsel. Es grenzt an Felsenau, Tiefenau, Aaregg, Hintere Engehalde und Äussere Enge.
Im Jahr 2022 lebten im Quartier 1005 Einwohner, davon 878 Schweizer und 127 Ausländer.
Die Wohnbebauung besteht vor allem aus Reihenhäusern, die in den 1940er Jahren gebaut wurden. Einige davon betreibt die Wohngenossenschaft Rossfeld. Die Stiftung Rossfeld betreibt im Quartier ein Wohnheim für körperlich behinderte Menschen.
Im Jahr 2018 wurden im Rossfeldquartier 45 Wohnungen für körperlich behinderte Menschen gebaut, die sämtlich rollstuhlgängig über eine Rampe erreichbar sind.
Die RBS verbindet über den S-Bahnhof Bern-Tiefenau mit dem Zentrum. Die Buslinie 21 der Bernmobil verbindet das Quartier mit dem Zentrum.